# Rosemary Radford Ruether
Rosemary Radford Ruether (Saint Paul, 2 novembre 1936 – Pomona, 21 maggio 2022) è stata una teologa statunitense, di religione cattolica, e una rappresentante importante della teologia femminista.

## Opere
- The Church Against Itself, New York, 1967, Herder and Herder.
- Gregory of Nazianzus. Oxford: 1969, Oxford University Press.
- The Radical Kingdom, The Western Experience of Messianic Hope, New York:  Paulist Press, 1970 ISBN 0809118602
- Faith and fratricide: the theological roots of anti-Semitism. New York 1974, Seabury Press, ISBN 978-0-8164-2263-0.
- "Courage as a Christian Virtue" in Cross Currents, Spring 1983, 8-16
- Sexism and God-Talk: Toward a Feminist Theology, Beacon Press (1983) ISBN 0-8070-1205-X
- Gaia and God: An Ecofeminist Theology of Earth Healing, Harper-Collins (1994) ISBN 978-0-06-066967-6, ASIN 0-06-066967-5
- In Our Own Voices: Four Centuries of American Women’s Religious Writing (curato con Rosemary Skinner Keller), Harper-Collins (1996) ISBN 0-06-066840-7
- Introducing Redemption in Christian Feminism (curatrice), Continuum (1998) ISBN 1-85075-888-3
- Christianity and the Making of the Modern Family, Beacon Press (2001), ISBN 978-0807054079
- Quinto capitolo di Transforming the Faiths of our Fathers: Women who Changed American Religion, curato da Ann Braude. (2004) ISBN 1403964602
- The Wrath of Jonah: The Crisis of Religious Nationalism in the Israeli-Palestinian Conflict, Augsburg Fortress (2002) ISBN 0-8006-3479-9
- Integrating Ecofeminism Globalization and World Religions, Rowman & Littlefield Publishers, Inc. (2005) ISBN 0-7425-3529-0
- Goddesses and the Divine Feminine: A Western Religious History, Berkeley and Los Angeles, 2005, University of California Press. ISBN 0-520-23146-5
- America, Amerikkka: Elect Nation & Imperial Violence, Equinox (2007) ISBN 1-84553-158-2
- Feminism and Religion in the 21st Century: Technology, Dialogue, and Expanding Borders (curato con Gina Messina-Dysert), Routledge (2014). ISBN 9780415831949.